# ВВС Революционной армии Кампучии
Вое́нно-возду́шные си́лы Революцио́нной а́рмии Кампучи́и (кхмер. កងទ័ពអាកាសនៃកងទ័ពរំដោះកម្ពុជា) — военно-воздушные силы Камбоджи (с 1976 года — Демократической Кампучии), существовавшие в период правления Красных Кхмеров 1975—1979 годов. Входили в состав Революционной армии Кампучии, командующим кампучийскими ВВС был Су Мет. Формировались на манер ВВС КНР. Прекратили свое существование после вьетнамской интервенции и свержения режима Красных Кхмеров в январе 1979 года.

## История
Полпотовские ВВС входили в состав Революционной армии Кампучии (РАК), которая в свою очередь была образована в 1968 году как вооружённое крыло Компартии Кампучии. Первоначально РАК вела вооруженную борьбу против королевского правительства Нородома Сианука (1967—1970), затем против проамериканского режима Лон Нола (1970—1975). В обоих случаях Красные Кхмеры могли использовать лишь тактику партизанской войны, до 1975 года в их распоряжении не было авиации. Однако это не помешало им одержать решительную победу в многолетней гражданской войне.
После взятия Пномпеня 17 апреля 1975 года в распоряжении Красных Кхмеров оказалось около 100 самолётов, ранее принадлежавших лонноловским ВВС. Некоторые из них, в том числе два учебных самолёта T-28 «Троян», были намеренно уничтожены Красными Кхмерами, другие же остались ржаветь прямо под открытым небом. Дело в том, что идеология Красных Кхмеров базировалась на идеях аграрного социализма, непринятии всего западного и современного. В результате организации полноценных военно-воздушных сил уделялось недостаточно внимания. 
Трофейная техника, захваченная Красными Кхмерами, когда 15 мая 1975 года ВМС атаковали авиабазу Реам, уничтожив пять из двенадцати оставшихся «Троянов». В середине 1975 года Красные Кхмеры стали получать первую военную технику из КНР. Пекинские военные советники были направлены в Камбоджу (Кампучию), среди них было 320 специалистов ВВС КНР. Одной из первых задач стало обучение личного состава будущих ВВС. Начальная лётная подготовка проводилась на аэродроме Почентонг. Для занятий были задействованы американские вертолёты Белл UH-1 «Ирокез». Необычный случай произошёл 30 апреля 1976 года, когда во время одного полёта пилот кхмерского происхождения по имени Печ Лим Куон на одном из таких вертолётов смог беспрепятственно сбежать в Таиланд. Он был одним из десяти пилотов (пяти кампучийцев и пяти китайцев), которые проходили учебно-тренировочный полёт.
О командной структуре полпотовских ВВС почти ничего не известно. Главнокомандующим кампучийских ВВС был Су Мет (он же Та Мет). Предположительно основой были самолёты C-47 и вертолеты UH-1. Помимо лётных занятий эти самолёты использовались в качестве транспорта и как орудие пропаганды. Примечательно, что четыре T-28 были показаны в пропагандистском фильме КНР, снятым в Почентонге в 1977 году.

## Техника и вооружение
В 1977 году на вооружение кампучийских ВВС поступили новые самолёты из КНР: истребители Шэньян F-6C и бомбардировщики Harbin H-5. Помимо этого военными специалистами из КНР был построен новый аэродром в Кампонгчнанге. В годы правления Красных Кхмеров полпотовская армия неоднократно совершала нападения на приграничные районы с Таиладном и Вьетнамом. В ответ 25 декабря 1978 года вьетнамские войска начали интервенцию на территорию Кампучии. На момент вторжения, как было подсчитано, на вооружении кампучийских ВВС состояли:
| Тип                             | Фото                            | Производство                    | Назначение                      | Количество (на 1977 год)        | Примечания                      |
| Боевые и тренировочные самолёты | Боевые и тренировочные самолёты | Боевые и тренировочные самолёты | Боевые и тренировочные самолёты | Боевые и тренировочные самолёты | Боевые и тренировочные самолёты |
| ------------------------------- | ------------------------------- | ------------------------------- | ------------------------------- | ------------------------------- | ------------------------------- |
| Шэньян F-6C                     |                                 | Китай                           | истребитель                     | 16                              |                                 |
| Douglas C-47                    |                                 | США                             | военно-транспортный самолёт     | 8                               |                                 |
| T-28                            |                                 | США                             | учебно-тренировочный самолёт    | 17                              |                                 |
| Фэйрчайлд C-123 «Провайдер»     |                                 | США                             | военно-транспортный самолёт     | 3                               |                                 |
| UH-1H                           |                                 | США                             | многоцелевой вертолёт           | 10                              |                                 |

7 января 1979 года вьетнамские войска вплотную подошли к Пномпеню, заставив высшее руководство Красных Кхмеров эвакуироваться. По разным источникам Пол Пот и его помощники использовали два или пять вертолётов UH-1H для побега из столицы.